# Knattspyrnufélagið Fram (pallamano)
Il Knattspyrnufélagið Fram è una squadra di pallamano maschile islandese con sede a Reykjavík.

È stata fondata nel 1908.

## Palmarès

### Trofei nazionali
- Campionato islandese: 8 
  - 1949-50, 1961-62, 1962-63, 1963-64, 1966-67, 1967-68, 1969-70, 1971-72.